# Leigh Howard
Leigh Howard (Geelong, Victòria, 18 d'octubre de 1989) és un ciclista australià, professional des del 2008 i que actualment corre a l'Aqua Blue Sport.
Especialista en pista, és triple campió del món junior i professional. En carretera destaca la victòria al Campionat de Flandes de 2010.

## Palmarès en pista
- 2006
  -  Campió del món júnior en Persecució per equips (amb Jack Bobridge, Cameron Meyer i Travis Meyer)
  -  Medalla d'or als Jocs d'Oceania júnior en la cursa de puntuació
  -  Campió d'Austràlia júnior de scratch
- 2007
  -  Campió del món júnior en Persecució per equips (amb Jack Bobridge, Glenn O'Shea i Travis Meyer)
  -  Campió d'Austràlia júnior de persecució individual
  -  Campió d'Austràlia júnior del Quilòmetre contrarellotge
  -  Campió d'Austràlia júnior de madison
- 2008
  -  Campió d'Austràlia de persecució per equips
  -  Campió d'Austràlia de scratch
  - 1r a l'UIV Cup Amsterdam sub-23 (amb Glenn O'Shea)
  - 1r a l'UIV Cup Munich sub-23 (amb Glenn O'Shea)
- 2009
  -  Campió del món d'Òmnium
  -  Medalla de plata al Campionat del món de Madison (amb Cameron Meyer)
  -  Medalla de plata al Campionat del món de persecució per equips (amb Jack Bobridge, Rohan Dennis i Cameron Meyer)
- 2010
  -  Campió del món de madison (amb Cameron Meyer)
  -  Campió d'Oceania en Persecució per equips (amb Jack Bobridge, Michael Hepburn i Cameron Meyer)
  -  Campió d'Oceania en madison (amb Cameron Meyer)
  -  Campió d'Oceania en scratch
  -  Medalla de plata al Campionat del món d'Òmnium
- 2011
  -  Campió del món de Madison (amb Cameron Meyer)
  -  Campió d'Austràlia de madison (amb Cameron Meyer)
- 2012
  -  Campió d'Austràlia de madison (amb Kenny de Ketele)
  -  Medalla de bronze al Campionat del món de madison (amb Cameron Meyer)
  - 1r als Sis dies de Berlín (amb Cameron Meyer)
- 2017
  -  Campió d'Oceania en Persecució per equips (amb Jordan Kerby, Nicholas Yallouris i Kelland O'Brien)

### Resultats a laCopa del Món
- 2008-2009
  - 1r a Pequín, en Madison
  - 1r a Pequín, en Persecució per equips
- 2009-2010
  - 1r a Pequín, en Persecució per equips
- 2010-2011
  - 1r a Melbourne, en Madison
  - 1r a Melbourne, en Persecució per equips

## Palmarès en ruta
- 2008
  - 1r a la Coppa Colli Briantei Internazionale
  - Vencedor d'una etapa del Tour de Berlín
- 2009
  - 1r a la Volta a Eslovàquia
  - 1r a la Milà-Rapallo
  - 1r a l'Astico-Brenta
  - Vencedor de 3 etapes de la Volta al Japó
  - Vencedor d'una etapa de la Volta a Turíngia
- 2010
  - 1r al Campionat de Flandes
  - Vencedor d'una etapa del Tour d'Oman
- 2011
  - Vencedor d'una etapa de la Ster ZLM Toer
- 2012
  - Vencedor d'una etapa de la Volta a la Gran Bretanya
- 2013
  - 1r al Trofeu Migjorn
  - 1r al Trofeu Platja de Muro
  - 1r al Gran Premi Stad Sint-Niklaas
- 2016
  - 1r a la Clàssica d'Almeria
  - Vencedor d'una etapa del Tour dels Fiords

### Resultats a la Volta a Espanya
- 2011. 152è de la classificació general

### Resultats al Giro d'Itàlia
- 2013. No surt (7a etapa)
- 2016. No surt (15a etapa)

### Resultats al Tour de França
- 2016. 172è de la classificació general